# Майерс, Джон (археолог)
Сэр Джон Линтон Майерс, англ. John Linton Myres (3 июля 1869, г. Престон, Англия — 6 марта 1954, Оксфорд) — британский археолог и историк Древней Греции.

## Биография
Учился в Винчестерском колледже и оксфордском Нью-колледже.
В 1892—1895 годах как сотрудник оксфордского Магдален-колледжа много путешествовал по греческим островам и на Крите работал с видным английским археологом Артуром Эвансом. В 1895—1907 гг. преподавал классическую археологию в университете. В 1904 г. проводил раскопки на Кипре.
Был одним из пионеров исследований минойской и микенской цивилизаций после их открытия Артуром Эвансом. После смерти Эванса подготовил к печати 2-й том его труда Scripta Minoa (1952; первый том вышел в 1909 году). Майерс познакомился по переписке с Алисой Кобер и помог ей ознакомиться с рядом ранее не опубликованных текстов Линейным письмом Б, что в значительной мере продвинуло дешифровку письма. Работы Майерса оказали значительное влияние на взгляды В. Гордона Чайлда. Оставил после себя обширную коллекцию фотографий. Труды Джона Майерса оказали большое влияние на британо-австралийского историка Гордона Чайлда.
Написал ряд статей для 11-го издания Encyclopædia Britannica (1910—1911). Был одним из соавторов опубликованного в годы Второй мировой войны «Справочника по морской разведке британского флота» (Naval Intelligence Division Geographical Handbook Series).

### Должности по годам
- 1907—1910 годах — профессор греческого языка (постоянный грант Гладстона) и преподаватель древней географии в Ливерпульском университете[6].
- 1910—1939 годах — профессор древней истории (постоянный грант Уикенхэма, впервые) в Оксфорде.
- 1913/1914 годах / 1926—1927 годах — приглашённый профессор имени Сейдера в Калифорнийском университете в Беркли. В годы Первой мировой войны служил в армии.
- 1919—1932 годах — генсек Британской ассоциации содействия развитию науки.
- 1924—1929 годах — вице-президент Лондонского общества антикваров.
- 1924—1926 годах — президент Британского фольклорного общества[7].
- 1928—1931 годах — президент Королевского антропологического института[англ.][8], прежде его почётный секретарь, редактор институтского журнала в 1901-1903 и в 1931—1946 годах.
- 1935—1938 годах — президент «Эллинистического общества»[англ.][9].
- До 1946 года работал библиотекарем в Нью-колледже.

## Сочинения
- The Dawn of History (1911)
- Handbook of the Cesnola collection of antiquities from Cyprus (1914)
- The Political Ideas of the Greeks (1927)
- Who were the Greeks? (1930), Sather Lectures
- Herodotus (1953)